# Джон Вільям Мадден
Джон Вільям Мадден (англ. John William Madden, 11 червня 1865, Дамбартон — 17 квітня 1948) — шотландський футболіст, що грав на позиції нападника. По завершенні ігрової кар'єри — тренер.
Виступав, зокрема, за клуб «Селтік», а також національну збірну Шотландії.
Триразовий чемпіон Шотландії. Володар Кубка Шотландії. Шестиразовий чемпіон Чехословаччини (як тренер).

## Клубна кар'єра
У дорослому футболі дебютував 1886 року виступами за команду клубу «Дамбартон», в якій провів один сезон.
Протягом 1887—1888 років захищав кольори команди клубу «Гейнсборо Триніті».
Своєю грою за останню команду привернув увагу представників тренерського штабу клубу «Селтік», до складу якого приєднався 1889 року. Відіграв за команду з Глазго наступні сім сезонів своєї ігрової кар'єри. У складі «Селтіка» був одним з головних бомбардирів команди, маючи середню результативність на рівні 0,42 гола за гру першості.
Протягом 1897—1897 років захищав кольори команди клубу «Данді».
Завершив професійну ігрову кар'єру у клубі «Тоттенгем Готспур», за команду якого виступав протягом 1897—1898 років.

## Виступи за збірну
1893 року дебютував в офіційних матчах у складі національної збірної Шотландії у грі чемпіонату Великої Британії зі збірною Уельсу. Матч завершився перемогою шотландців з рахунком 8:0, а Мадден відзначився чотирма забитими голами. Через два роки ще раз зіграв за збірну і знову проти валійців у матчі, що завершився нічиєю 2:2.

## Кар'єра тренера у «Славії»
Розпочав тренерську кар'єру, повернувшись до футболу після невеликої перерви, 1905 року, очоливши тренерський штаб клубу «Славія». Працював у команді більше 25-ти роки. За цей час клуб здобув велику кількість титулів на внутрішньому рівні і входив до числа найсильніших у Європі.
Помер 17 квітня 1948 року на 83-му році життя.

## Тренер збірної Богемії
У 1911 році Джон Мадден очолив збірну Богемії, яка брала участь у аматорському чемпіонаті Європи, що проходив у французькому Рубе. Матчі турніру не входять до офіційних реєстрів, так як до того у 1908 році ФІФА виключила Богемію з-поміж своїх членів. Основу збірної складали гравці «Славії», а також два провідних футболісти «Спарти» — Йозеф Бєлка і Вацлав Пілат. Безпосередньо перед поїздкою до Франції Богемія перемогла збірну Брюсселя з рахунком 6:1. По два голи забили Кошек, Пілат і Богата. У Рубе Богемія перемогла збірну Франції з рахунком 4:1 (два голи забив Пілат, по одному Кошек і Бєлка) і аматорську збірну Англії з рахунком 2:1. У вирішальному матчі англійці вийшли вперед на 60-й хвилині, після чого Ян Кошек на 70-й хвилині зрівняв рахунок, Отто Богата вивів чеську команду вперед, а її воротар Карел Піммер на 83-й хвилині відбив пенальті.
Через тиждень після фіналу збірна Богемії перемогла у товариських матчах збірні Парижу (5:0) і Рубе (6:3). Після повернення поїздом до Праги чемпіонів Європи на вокзалі зустрічали тисячі прихильників футболу.

## Тренер збірної Чехословаччини
У 1919 році Джону Мадден був тренером збірної Чехословаччини на Олімпіаді Першинга, спортивних змаганнях, у яких брали участь країни союзники у Першій світовій війні. Основу команди складали гравці «Спарти», серед яких зірки європейського футболу Вацлав Пілат, Антонін Янда, Карел Пешек, Антонін Гоєр, Йозеф Седлачек та інші. Було у команді декілька підопічних тренера зі «Славії», зокрема, Ян Ванік, Вілем Лоос і Вацлав Прошек. Футбольний турнір Олімпіади проводився у двох групах, переможці яких виходили до фіналу. У своїй групі збірна Чехословаччини перемогла команди
Бельгії (4:1), США (8:2) та Канади (3:2). У фінальному матчі команда Маддена зустрілась зі збірної Франції, що у своїй групі випередила збірну Італії. Головний герой змагань чехословацький нападник Антонін Янда цю гру вимушено розпочав на позиції захисника, змінивши Антоніна Гоєра. У першому таймі Франція вела в рахунку 2:1, але після перерви Янда повернувся у лінію нападу, і чехословацька команда зуміла змінити хід матчу і здобула вольову перемогу з рахунком 3:2.
Був тренером збірної Чехословаччини під час футбольного турніру на Олімпійських іграх 1920 року в Антверпені.

## Титули і досягнення

### Як гравця
- Чемпіон Шотландії (3):

«Селтік»: 1892–1893, 1893–1894, 1895–1896
- Володар Кубка Шотландії (1):

«Селтік»: 1891—1892

### Як тренера

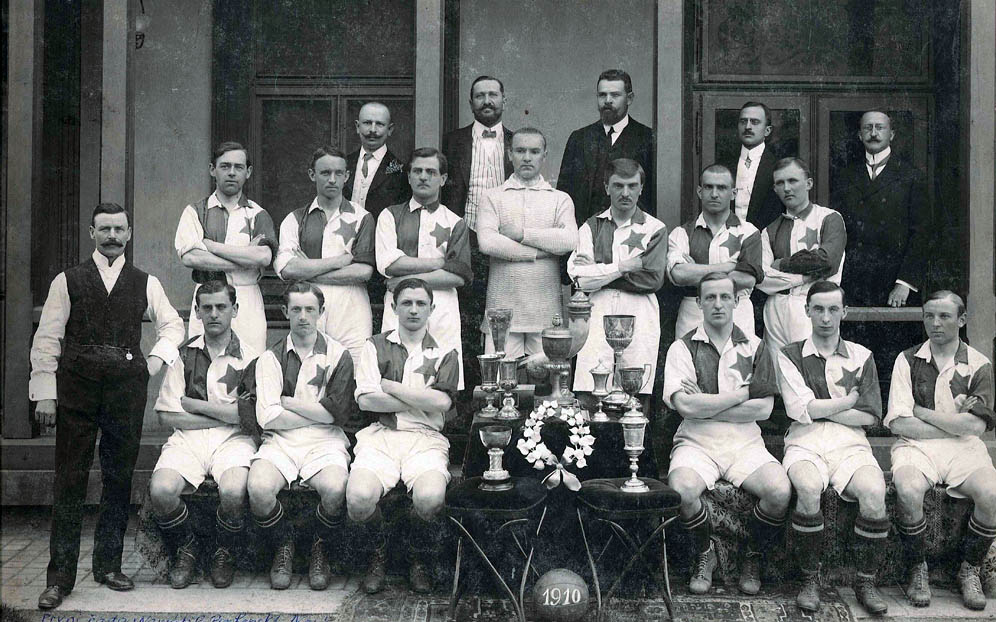
«Славія» у 1910 році. Джон Мадден крайній зліва

- Володар кубка Мітропи (1):

«Славія»: 1938
- Чемпіон Богемії (3):

«Славія»: 1913, 1915, 1918
- Чемпіон Чехословаччини (3):

«Славія»: 1925, 1928–1929, 1929–1930
- Срібний призер чемпіонату Чехословаччини (3):

«Славія»: 1925–1926, 1927, 1927–1928
- Фіналіст кубка Мітропи (1):

«Славія»: 1929
- Фіналіст кубка Націй (1):

«Славія»: 1930
- Володар кубка милосердя (3):

«Славія»: 1910, 1911, 1912
- Володар Середньочеського кубка (3):

«Славія»: 1922, 1927, 1928
- Переможець Аматорського чемпіонату Європи (1):

Богемія: 1911
- Чемпіон Олімпіади Першинга (1):

Чехословаччина: 1919
- Фіналіст футбольного турніру Олімпійських ігор[11] (1):

Чехословаччина: 1920